# Maria Röhl
Maria Christina Röhl, född 26 juli 1801 på Skönstavik i Stockholm, död 30 juni 1875 i Klara församling, Stockholm, var en svensk porträttecknare som avbildade ett stort antal samtida kända personer. Medlem i Konstakademien (1843) och hovleverantör. Hennes teckningar finns bland annat på Nationalmuseum och Hallwylska museet i Stockholm. En samling med 1800 porträtt finns på Kungliga Biblioteket.

## Liv och verk
Maria Röhl var en av fem döttrar till handelsagenten och konsuln Jacob Röhl och Maria Christina Kierrman, och syster till Gustafva Röhl, som blev en känd pedagog, och Eva Röhl (1810–1896), som även hon uppges ha haft viss konstnärlig begåvning. 
Liksom sina systrar fick hon en god utbildning, och tvingades försörja sig själv när hon år 1822 blev föräldralös. Hon tänkte först bli guvernant liksom sin syster Gustafva, men professorn och kopparstickaren Christian Forssell undervisade henne då i teckning; hon hade redan tidigare undervisats av målaren Alexander Hambré, och fick nu lära sig att utföra snabba och realistiska porträtt i blyerts; hon arbetade i blyerts och krita i svartvitt. 
Hon bodde hos familjen Forssell, där hon först avbildade familjens vänner och sedan, då det hade blivit modernt att låta avbilda sig av "mamsell Röhl", försörjde hon sig på detta i 30 år. Hon utnämndes till kunglig hovmålare 1843, studerade 1843–1846 under Leon Cogniet vid Franska konstakademien i Paris och hade sedan en ateljé i Brunkebergs hotell i Stockholm. Under sommaren besökte hon herrgårdar på landet där hon bodde då hon avbildade deras inneboende. Fotografikonsten blev en svår konkurrent under hennes sista år. 
Röhl är representerad vid bland annat Örebro läns museum, Norrköpings konstmuseum  och Nationalmuseum. Hon är begravd på Norra begravningsplatsen utanför Stockholm.

## Verk i urval

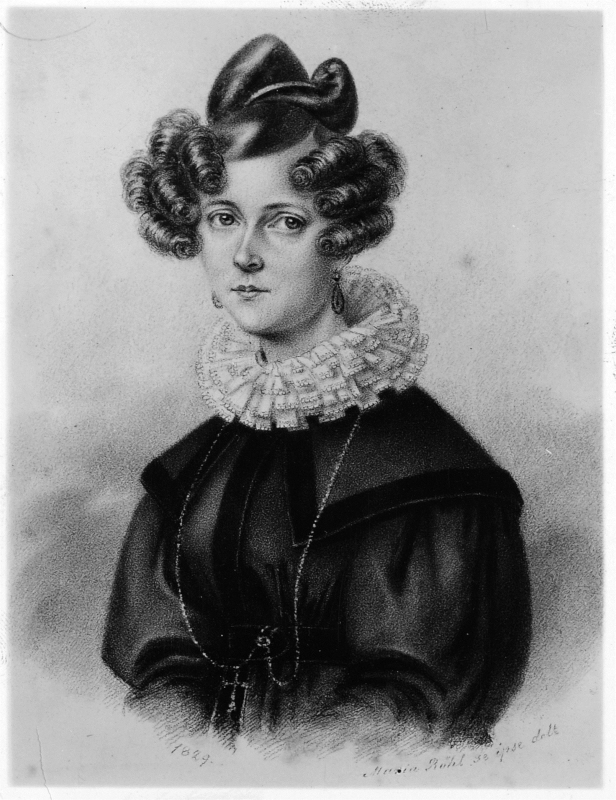
Självporträtt i svartkrita på papper (1829).
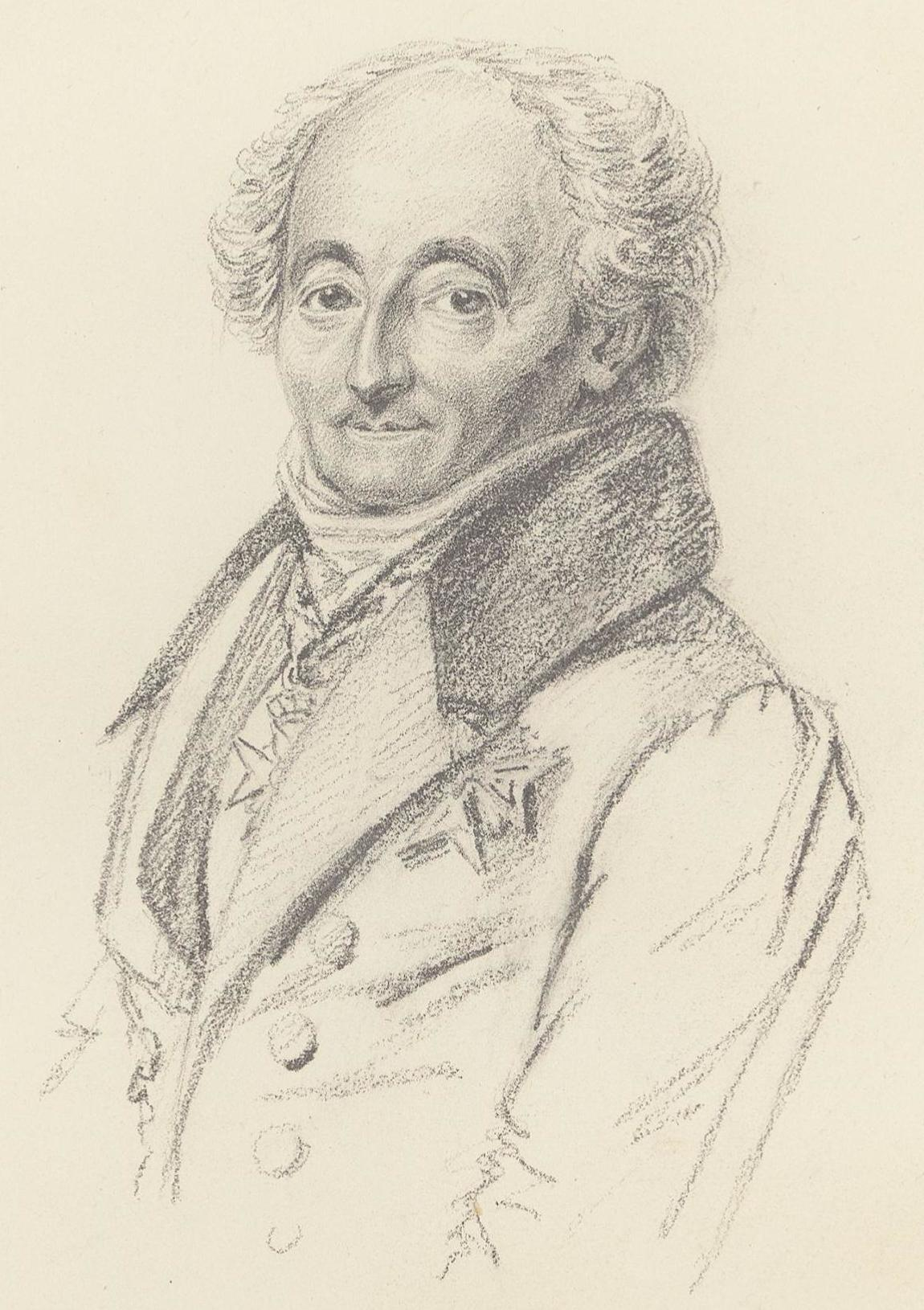
Carl Gustaf von Brinkman, 1835.
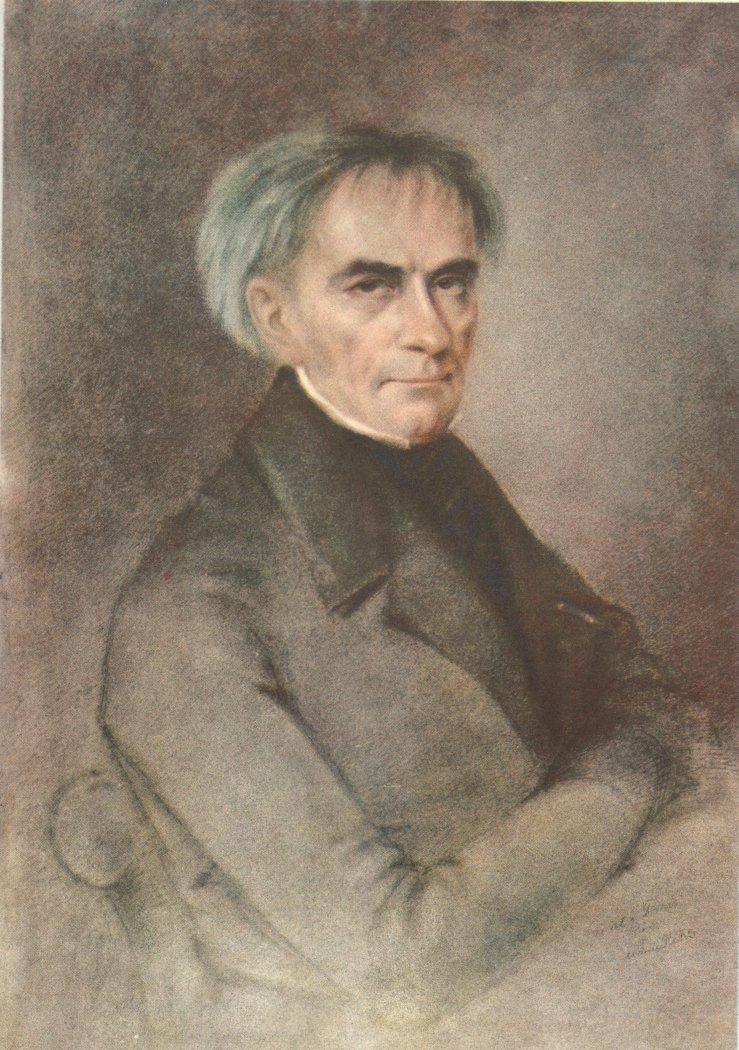
Carl Adolph Agardh. 1853.
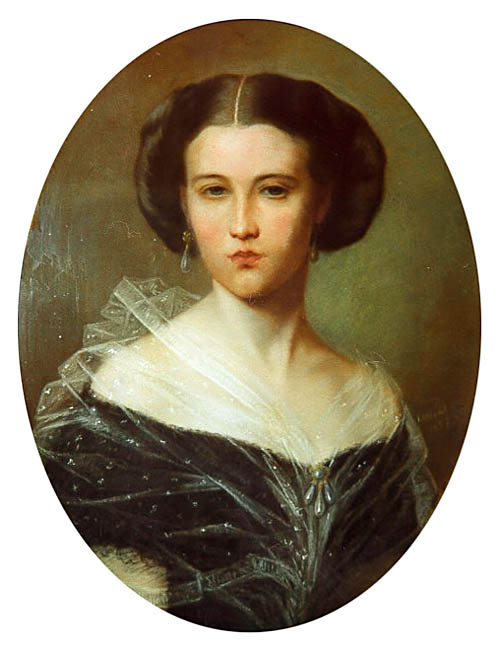
Ida Cardon (1839–1881) – dotter till Johan Cardon. 1857.
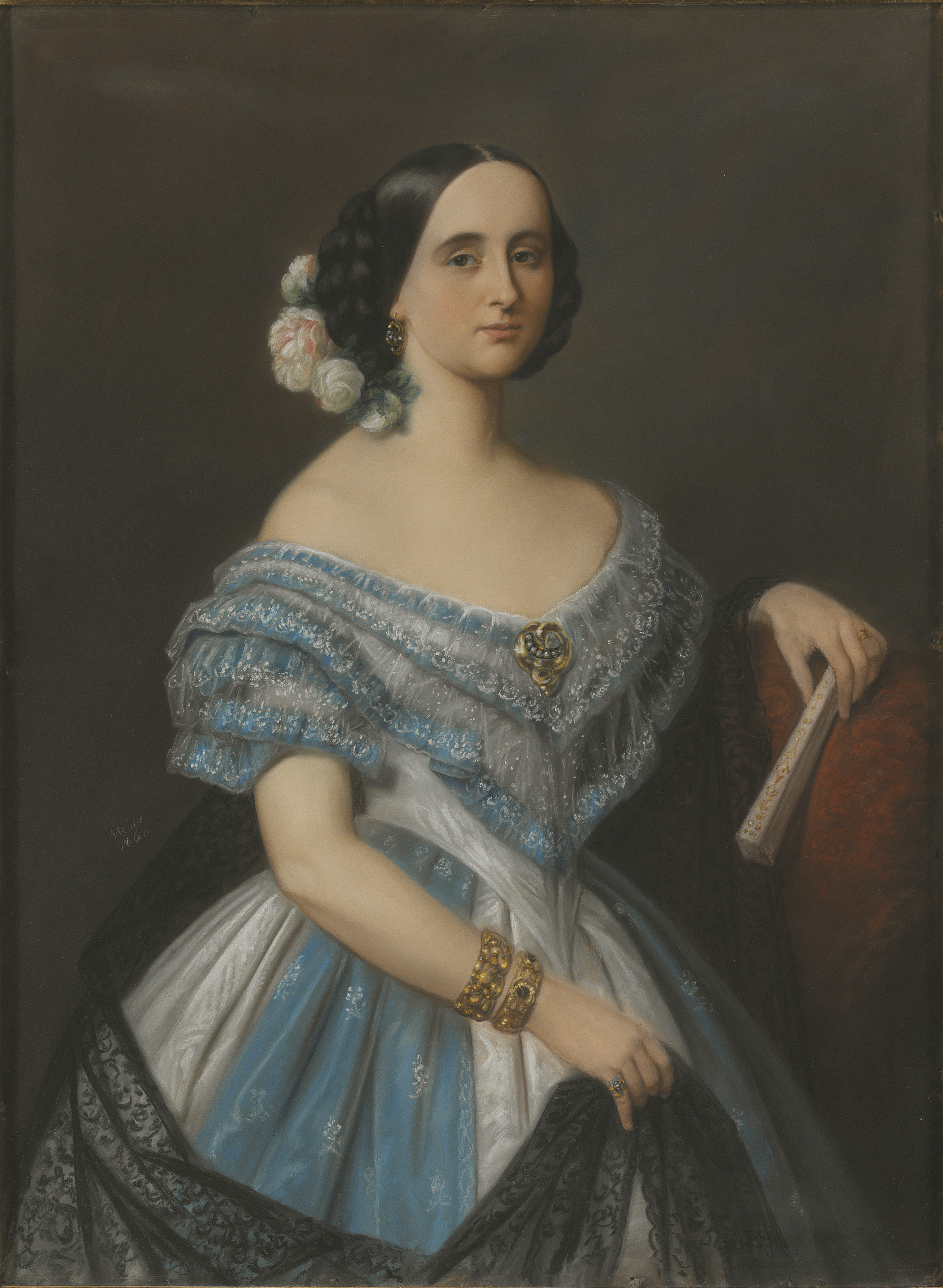
Julie Berwald.
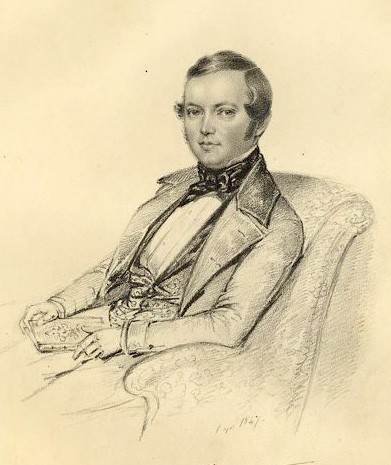
Johan Jolin. 1847.
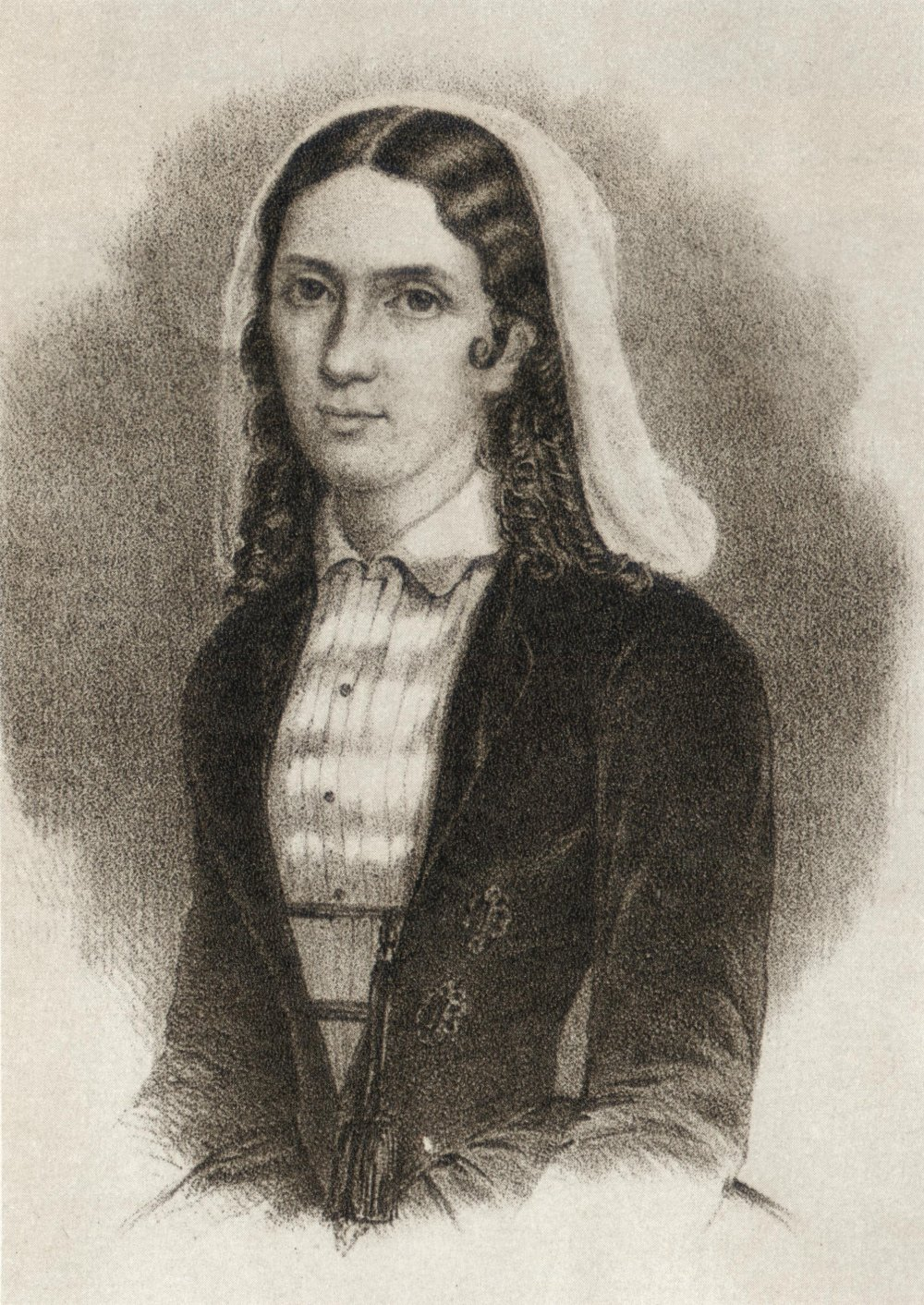
Vendela Hebbe. Litografi i Nordstjernan 1847 efter en teckning av Röhl 1842.
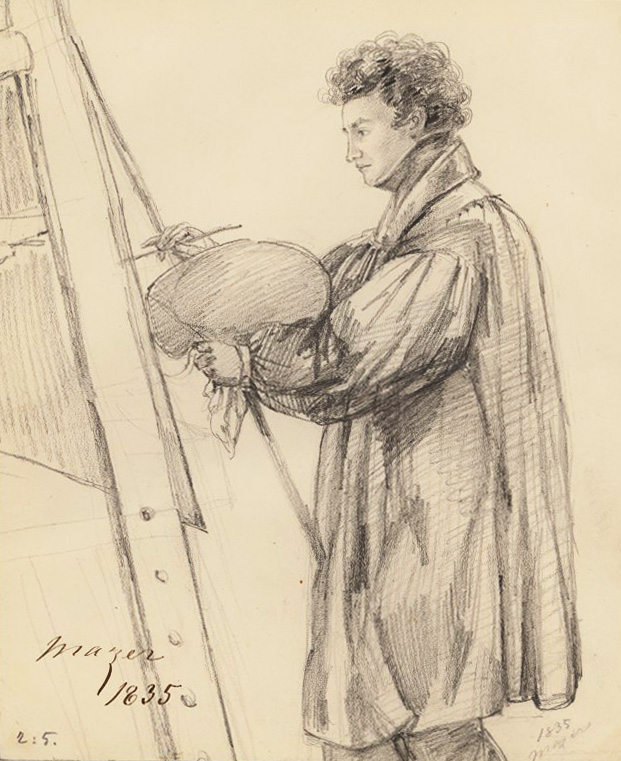
Carl Peter Mazer i sin ateljé. 1835.
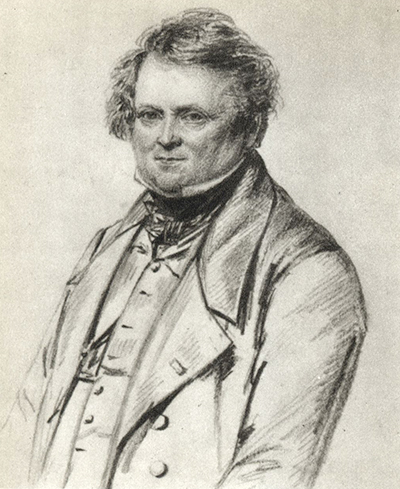
Bengt Magnus Bolméer
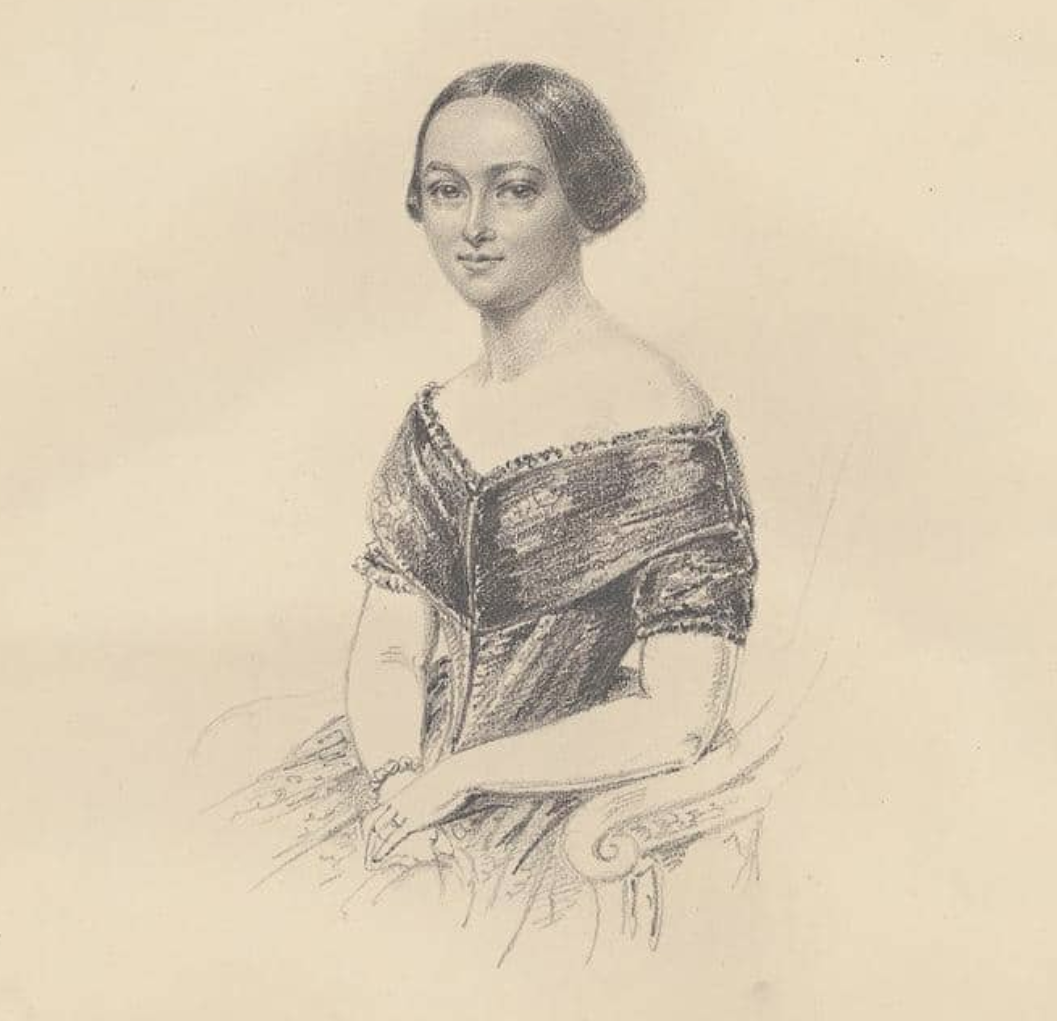
Hedvig Charlotta Tersmeden, dotter till Carl Reinhold Tersmeden.
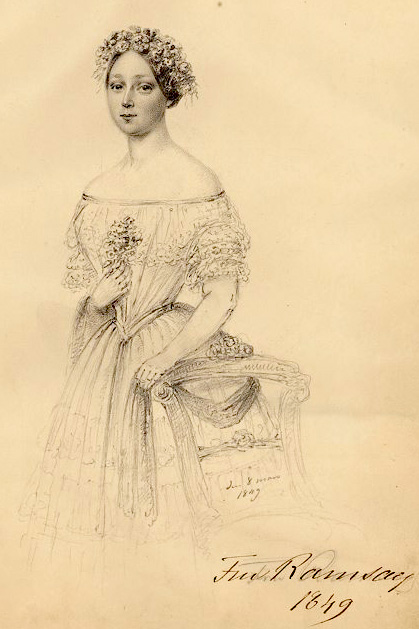
Ebba Ramsay, 1849.
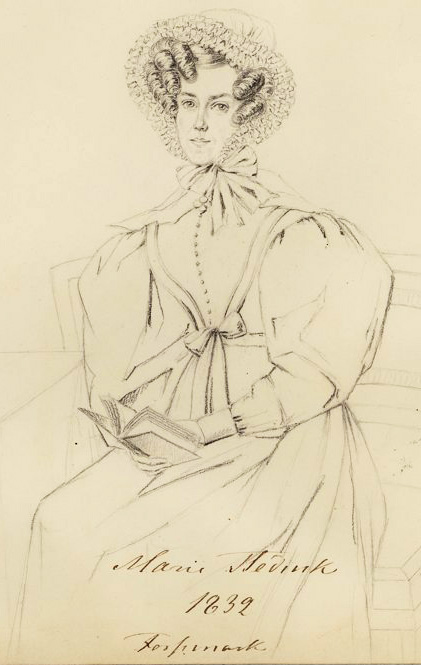
Marie Fredrica von Stedingk, 1832.